# Mito della frontiera

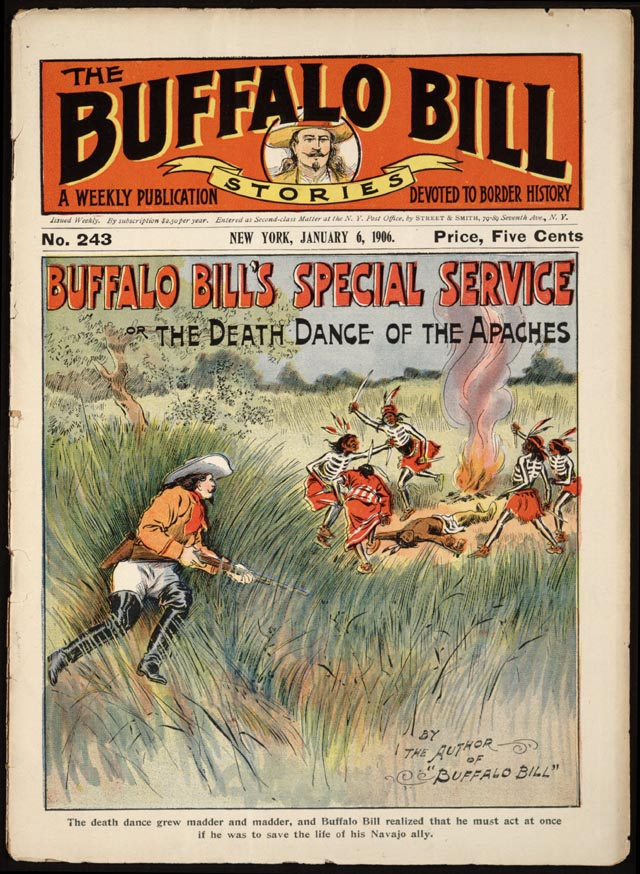
Copertina di una rivista settimanale del 1906

Il mito della frontiera, o mito del West è uno dei miti più influenti nella cultura statunitense. La frontiera è il concetto di un luogo che esiste ai margini di una civiltà, in particolare durante un periodo di espansione. La formazione della frontiera americana si è verificata tra il XVII e il XX secolo, quando gli europei colonizzarono il Nord America. Questo periodo è stato romanticizzato e idealizzato nella letteratura e nell'arte, dando vita a svariati miti. Richard Slotkin, uno studioso dell'argomento, definisce il mito della frontiera come "l'America come una terra aperta di opportunità illimitate per l'individuo forte, ambizioso e autosufficiente che vuole farsi strada verso la vetta".

## Definizione

### La tesi della frontiera di Frederick Jackson Turner

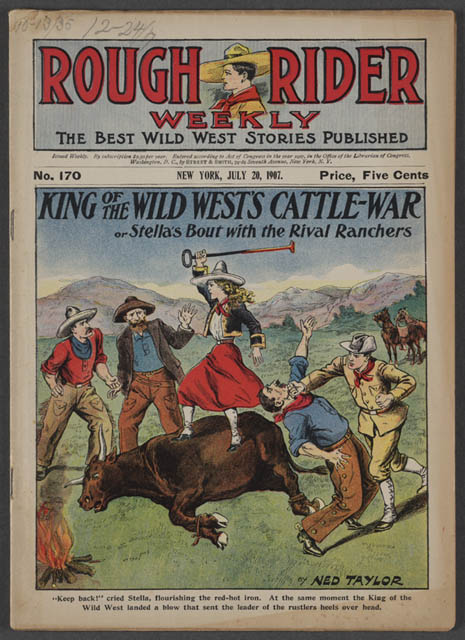
Copertina del Rough Rider Weekly del 1907

Negli Stati Uniti, il concetto di frontiera divenne significativo per la prima volta nel 1893, quando Frederick Jackson Turner usò il termine come modello per comprendere la cultura americana. Nella sua "Tesi della Frontiera", Turner definì il concetto di frontiera come "il punto d'incontro tra barbarie e civiltà" e sostenne che questo punto fosse il fondamento dell'identità e della politica americana. L'interpretazione di Turner dell'espansione americana era che i  coloni europei si erano spostati verso ovest a ondate e la frontiera era l'apice di questi spostamenti, verso il punto più lontano toccato dalla civiltà. Turner sosteneva che alla frontiera i pionieri americani venivano trasformati dalla loro interazione con i nativi americani e la natura selvaggia, diventando individui robusti che apprezzavano la loro libertà e il loro individualismo. Man mano che la frontiera continuava a spostarsi verso ovest, continuava a trasformare i pionieri americani che vi si recavano e, a sua volta trasformavano la nazione. Turner sosteneva che il nazionalismo, la democrazia e il rifiuto degli ideali europei fossero una conseguenza della frontiera.
Gli eroi della tesi di Turner sono i contadini, che vengono subito dopo i cacciatori, trapper ed esploratori. Ai suoi occhi essi rappresentano il primo passo verso la civiltà che al loro arrivo occupano la frontiera e ne spostano sempre più in la il confine. In senso lato, il concetto di frontiera era il confine del paese colonizzato, dove erano disponibili terre libere illimitate e quindi opportunità illimitate.
Sebbene Turner non abbia creato il mito della frontiera, gli ha però dato voce, e la sua Tesi della Frontiera ha contribuito in modo significativo all'accettazione generale dei miti da parte degli studiosi del XX secolo. L'attenzione rivolta all'Ovest, e in particolare al concetto idealizzato di frontiera, ha posto quelle aree come fondamenti dell'identità americana. Piuttosto che guardare alle città dell'Est, come Boston o Filadelfia, come all'epitome degli ideali e dei valori americani, il focus della storia e dell'identità americana era sui contadini che si spostavano lentamente ma costantemente più a ovest, alla ricerca di terra e di un reddito. L'influenza di Turner è riscontrabile in quasi tutte le successive opere di storia dell'Ovest, trattate direttamente o indirettamente, in particolare ogni volta che uno studioso usa il termine "frontiera".

## Origini e sviluppo

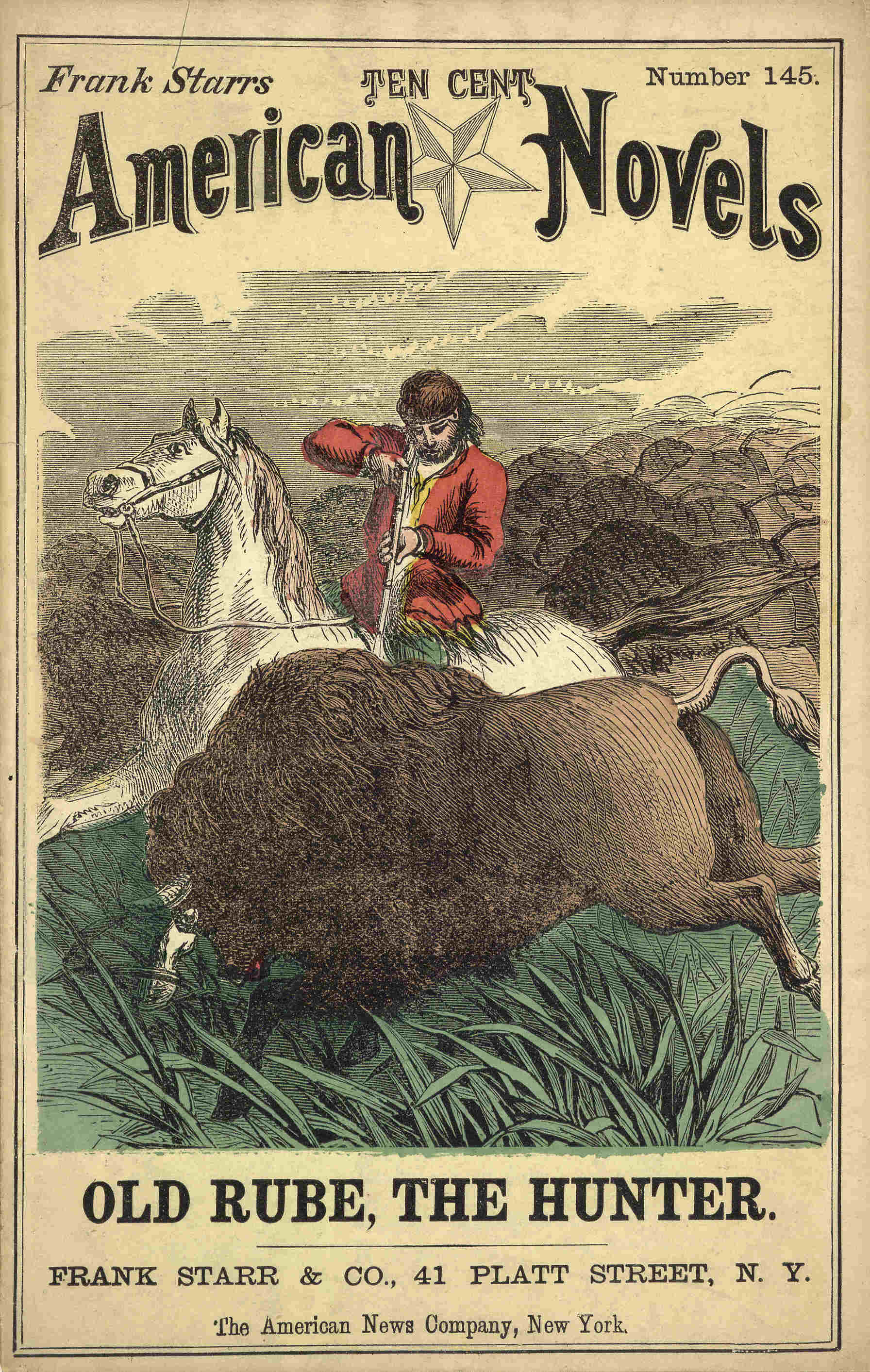
Copertina del romanzo nel 1866

Si possono intravedere due racconti del West: quello storico in cui contadini, allevatori, minatori, prostitute e criminali perseguivano la loro felicità; e quello mitico che ha messo radici profonde nell'immaginario americano. I romanzi western (dime novel, pulp fiction), la letteratura mainstream (I racconti di Calza di Cuoio di Cooper), i giornali e le opere teatrali hanno ritratto il West sia come un paesaggio arido pieno di selvaggi sia come un modo di vivere idealistico e romanticizzato per uomini forzuti.
L'uomo di frontiera nel Far West veniva  idealizzati nella vita americana, in quanto un cowboy, un allevatore o un cercatore d'oro. La vita del coraggioso cowboy che guidava mandrie di bovini dalle lunghe corna verso nord dal Texas ai mercati del bestiame di Abilene e Dodge City nel Kansas, fu romanticizzata dalla stampa orientale. Ciò trasformò l'industria del bestiame fino alla fine degli anni '70 del XIX secolo. La precedente immagine dei cowboy come fannulloni e vagabondi cambiò significativamente fino a glorificarli come uomini di rozza integrità e forza.
A partire dalle Tredici colonie originarie, Richard Slotkin sostiene che i coloni portarono una sintesi di miti e idee romantiche europee attraverso l'Oceano Atlantico, in particolare l'idea che il Nuovo Mondo fosse un luogo dove potersi reinventare; tuttavia, poiché la terra era occupata dai nativi, i coloni europei in arrivo se ne impossessarono con la violenza. Slotkin prosegue sostenendo che le interazioni violente con i nativi americani divennero centrali nel mito della frontiera e che l'eroe americano è stato colui che ha mediato tra questi due mondi. Il primo eroe nazionale a farlo fu Daniel Boone, archetipo dell'eroe western: "Un eroe americano è l'amante dello spirito della natura selvaggia e i suoi atti d'amore e di sacra affermazione sono atti di violenza contro lo spirito". Questo è il fondamento del mito della frontiera che ebbe inizio nelle colonie e fu ulteriormente sviluppato nel XIX secolo per soddisfare le crescenti esigenze dell'industrializzazione, incorporando lo sfruttamento del territorio. Il mito della frontiera prometteva ricchezza nelle terre inesplorate e incoraggiava gli insediamenti, ma Slotkin sostiene che il mito della frontiera distorceva la realtà storica secondo cui i metodi per ottenere ricchezza erano stati sviluppati nelle città. Egli dimostra che il mito della frontiera fu creato nelle colonie attraverso interazioni violente e fu sviluppato nel corso dei secoli XVIII e XIX per adattarsi alle esigenze di una civiltà in via di sviluppo. Bold menziona otto uomini chiave nel gruppo, Theodore Roosevelt come fondatore e figura centrale, con Owen Wister e Frederic Remington come membri influenti. Bold sostiene che fu questo gruppo a riunire i temi culturali presenti nel mito della frontiera per creare la letteratura (Il Virginiano) e l'arte distorsiva della realtà dell'Ovest e lo trasformavano in un luogo romanticizzato. Bold sostiene che l'obiettivo del gruppo fosse quello di influenzare l'opinione pubblica in modo da poter fare pressioni per una legge volta a proteggere i territori di caccia nell'Ovest.
Egli prosegue mostrando come il Frontier Club abbia utilizzato il proprio denaro e la propria influenza per mettere a tacere le voci di neri, nativi americani, immigrati e uomini bianchi non appartenenti all'élite. Lo fecero sia nella creazione del mito della frontiera, sia nelle politiche pubbliche. Per quanto riguarda il mito, i loro sforzi ebbero successo, e quello ricorrente della frontiera che seguì questo periodo vede il cowboy di pelle bianca a cavallo arrivare per salvare la gente del paese (in particolare le donne), solitamente dai nativi americani o dagli ispanici.

## Miti storici

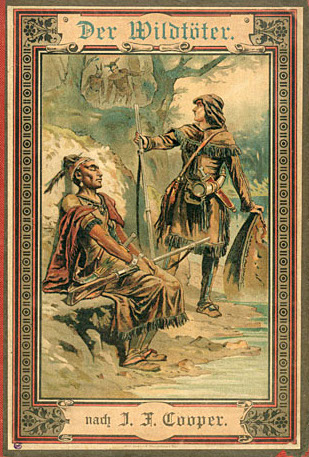
Copertina dell'edizione tedesca del 1888 di The Deerslayer

Leggende come Wild Bill, Calamity Jane, la banda di Jesse James e Buffalo Bill sono prodotti di questi miti e sono ancora presenti nella cultura popolare, così come nei libri di Theodore Roosevelt, Frederic Remington e Owen Wister o in fumetti come Lucky Luke e nei film western. Il mito western è molto lontano dalla realtà storica dell'Ovest. Film, fumetti e letteratura americana spesso trascurano di mostrare la realtà del viaggio verso l'Ovest e la vita di frontiera. Non riescono a mostrare le brutalità della guerre indiane, il razzismo verso i messicani, gli afroamericani e i cinesi e la mentalità di espansione radicata nello sfruttamento egoistico delle risorse naturali.

### Archetipi
Nel mito della frontiera e nel genere western tradizionalmente letterario, si ritrovano diversi archetipi chiave di personaggi. In uno studio sulle leggende e i racconti folcloristici del XIX secolo, Kent Steckmesser ha identificato quattro personaggi rappresentativi di quattro eroi, ognuno dei quali personifica un'epoca nella frontiera: il trapper Kit Carson, il fuorilegge Billy the Kid, il pistolero Wild Bill Hickok e il soldato George Armstrong Custer. Questo approccio illustra la versatilità delle leggende e il processo con cui una leggenda sviluppa una narrazione consolidata trasformandosi in un archetipo mitico. Steckmesser conclude che ciascuna di queste leggende contiene alcune caratteristiche specifiche: qualità nobili, tratti ingegnosi, abilità e tratti epici.

## Gli eroi della frontiera duraturi
L'eroe di frontiera è un mito che è stato promulgato nel corso della storia del West attraverso romanzi e film dime novel. L'eroe di frontiera nel corso della storia è stato rappresentato da molti uomini: tra questi Daniel Boone, William Clark, Davy Crockett, Kit Carson e William "Buffalo Bill" Cody. Tutti questi uomini sono stati resi mitici per mano loro o attraverso rappresentazioni di se stessi basate su eventi immaginari o fatti semplicemente romanzati.

### Daniel Boone
Daniel Boone è il prototipo dell'eroe di frontiera. Egli è ritratto come un uomo convinto che il West fosse un luogo in cui rifugiarsi per sfuggire ai problemi predominanti nell'Est e alla civiltà. Eppure, Boone contribuisce a guidare numerose popolazioni verso il West, portando elementi di civiltà alla frontiera; oltre a ciò, è conosciuto in tutto il Kentucky come un abile cacciatore e un uomo affidabile.
La creazione del mito di Boone fu realizzata principalmente da John Filson, un insegnante della contea di Chester in Pennsylvania; mentre stava intervistando uomini famosi per un libro che aveva in programma di scrivere Filson incontrò Boone che lo intrattenne con i racconti delle sue avventure. Alla fine, i racconti vennero racchiusi in un libro intitolato The Discovery, Settlement, and present State of Kentucke... To Which is added An Appendix, Containing The Adventures of Col. Daniel Boon. La rappresentazione di Boone in questo romanzo è fantasiosa, infarcita di elementi tipici del genere western. Molti storici sostengono che il ritratto di Boone fatto da Filson non sia accurato e che sia abbastanza chiaro che nella narrazione Filson abbia ingigantito Boone. Il libro però è quello che ha maggiormente contribuito alla sua mitizzazione.

### William Clark
Sebbene William Clark abbia ottenuto molti successi nella sua vita, la maggior parte di essi sono stati occultati per via di una spedizione di cui fu a capo, la spedizione di Lewis e Clark. 
Quando Thomas Jefferson chiese personalmente a William di partecipare a una spedizione nel West, Clark accettò. Il viaggio si svolse tra il 1803 e il 1804 ed la spedizione esplorò le terre lungo il Mississippi e il fiume Missouri.  Durante tutto questo viaggio, Clark fu incaricato di realizzare mappe, nominare diverse aree e scrivere annotazioni sulla vita della spedizione; alcuni storici hanno sostenuto che attraverso questa attività Clark contribuì a plasmare la percezione della spedizione e del West.
Al loro ritorno, Lewis e Clark finirono per prendere strade separate: Lewis lavorò per il presidente, Clark si sposò e lavorò per il governo federale come agente indiano nel tentativo di convincere gli indiani a unirsi sotto la protezione degli Stati Uniti. Clark divenne in seguito governatore territoriale del Missouri e dovette trasferire gli indiani dall'Est verso i riserve nell'Ovest. In questo modo, Clark contribuì a promuovere l'idea che gli indiani non appartenessero a quei luoghi e plasmò il West selvaggio e popolato da nativi.

### Davy Crockett
Il personaggio di Davy Crockett è avvolto nel mito e nel mistero. Il mito dell'uomo di frontiera che esplora il selvaggio West, ricalca in gran parte il mito di Crockett stesso. I personaggi che compaiono nella serie I racconti di Calza di Cuoio di James Fenimore Cooper, presentano elementi del personaggio di Crockett (insieme a quello di Boone). Questa serie di libri ebbe un tale successo e la gente del Tennessee conosceva Crockett talmente, che si tendeva a stabilire una correlazioni tra il personaggio reale e quello letterario. Da qui, l'elevazione di Crockett a personaggio di leggenda.
Crockett era un uomo di frontiera del Tennessee, ma era anche un politico al servizio del popolo. Uno dei principali fattori che portarono Crockett a tale fama, fu la sua ascesa politica e la conseguente manipolazione della sua figura pubblica da parte della stampa. I giornali avevano manipolato l'immagine di Crockett per adattarla alla narrazione che portavano avanti, che si sposasse o meno con la  concezione romantica del West. Se l'immagine di Crockett non fosse stata sfruttata a fini politici, forse non sarebbe un personaggio così archetipo e noto.
La battaglia di Alamo è l'elemento alla base dell mito di Crockett. La sua morte in battaglia fu descritta come l'atto più coraggioso che un uomo potesse compiere; l'idea che Crockett non si arrese a Antonio Lopez de Santa Anna e rimase in piedi fino all'ultimo, fu un'idea che durò fino al XX secolo. Quest'aura eroica venne messa a dura prova della pubblicazione de La Rebellion de Texas—Manuscrito Inedito de 1836 por un Ofical de Santa Anna nel 1975. Queste annotazioni prese dal diario scritto dall'ufficiale José Enrique de la Peña descrivono in dettaglio gli eventi del periodo della rivoluzione texana. De la Peña si sofferma dettagliatamente sulla battaglia di Alamo, e narra che Crockett non cadde a terra come si era creduto per molti anni prima, ma che lui e molti altri uomini furono catturati e su ordine di Santa Anna,  fucilati.

### Christopher "Kit" Carson

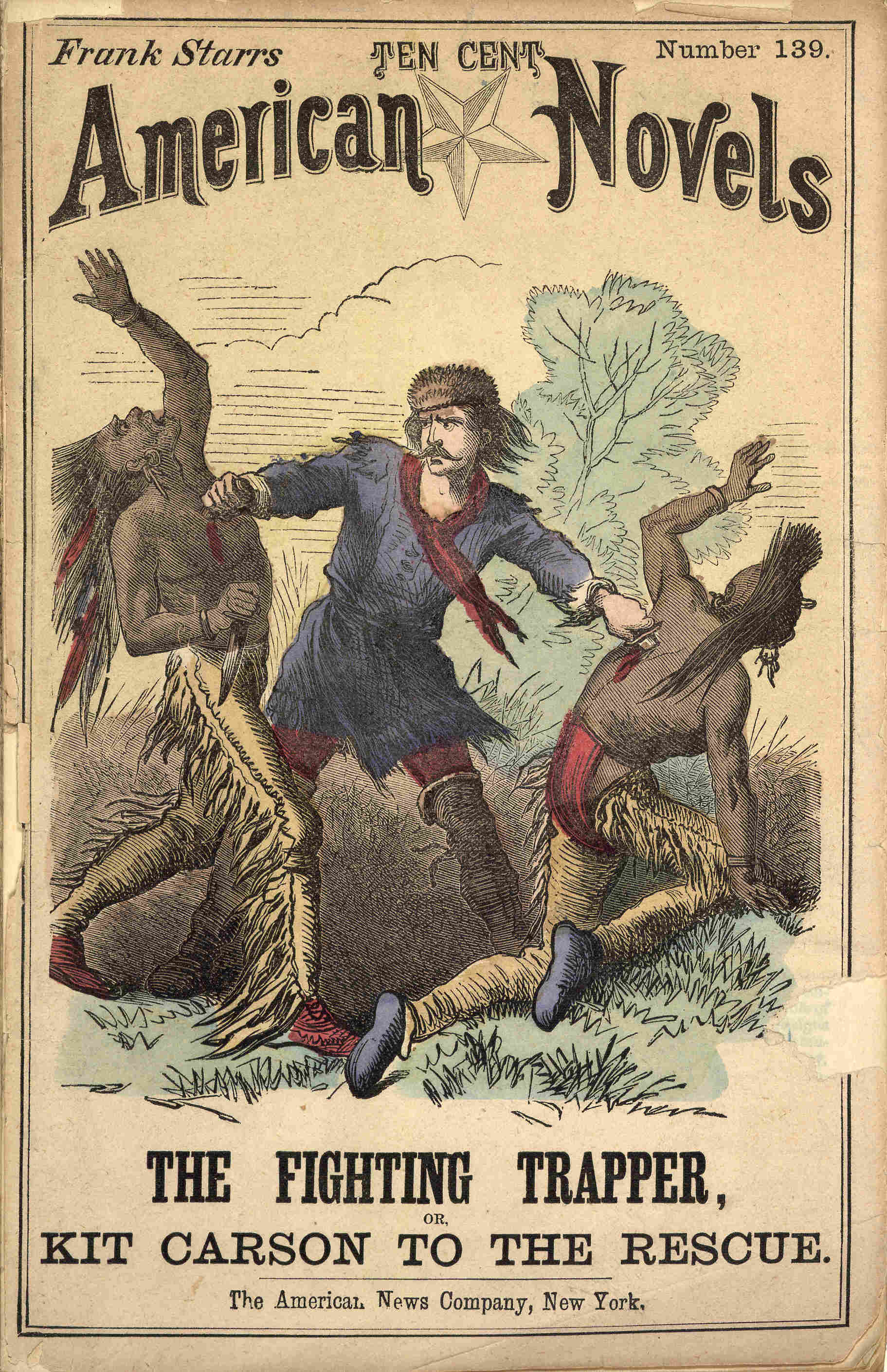
Romanzo dime novel The Fighting Trapper, o Kit Carson to the Rescue del 1874

Kit Carson è l'epitome dell'uomo di frontiera e di montagna. Carson veniva descritto nei romanzi dime novel come imponente, di bell'aspetto e in grado di portare a termine qualsiasi compito gli venisse assegnato. Sebbene sia vero che Carson fosse pieno di risorse, non era né imponente, né attraente. Veniva descritto da chi lo incontrava come "un uomo semplice e modesto; di statura piuttosto inferiore alla media, con capelli castani e ricci, poca o nessuna barba e una voce dolce e gentile come quella di una donna". Carson era analfabeta, ma sapeva scrivere il suo nome, sebbene probabilmente lo avesse imparato a memoria.
L'idea che la gente si era fatta di Carson proveniva dai romanzi dime novel e dalla sua biografia, scritta da DeWitt C. Peters. Il libro esaltò la figura di Carson, e si crede che Peters abbia inventato alcuni parti del libro. Altra cosa non vera trasmessa dalla letterature è che Kit odiasse gli indiani, al contrario: avendone conosciuti molti era contrario al trattamento che l'America stava loro infliggendo.
La prima volta che Carson incontrò un romanzo dime novel su se stesso fu nel 1849. Ann White, una colona diretta a ovest, era stata rapita dagli indiani Apache. Kit Carson e i suoi uomini li inseguirono, ma nel tentativo di salvare Ann furono individuati e attaccati e alla fine dello scontro, Carson trovò il corpo di Ann White riverso a terra con una freccia piantata nel cuore. Non potendo fare più nulla per lei, gli uomini di Carson frugarono tra i suoi effetti personali e trovarono il romanzo Kit Carson: The Prince of the Gold Hunters. A Carson vennero letti alcuni passi del libro, e in esso il Kit immaginario salva la donna rapita e tutta la situazione; a causa di ciò Carson pensò che la signora White, leggendo il libro, sperava che potesse essere salvata e di poter vedere il grande mito del West. Questo tormentò Kit Carson per tutta la vita,  al punto che non volle mai più rivedere quel romanzo, minacciando di bruciarlo quando un suo amico gli offrì una copia.

### William "Buffalo Bill" F. Cody

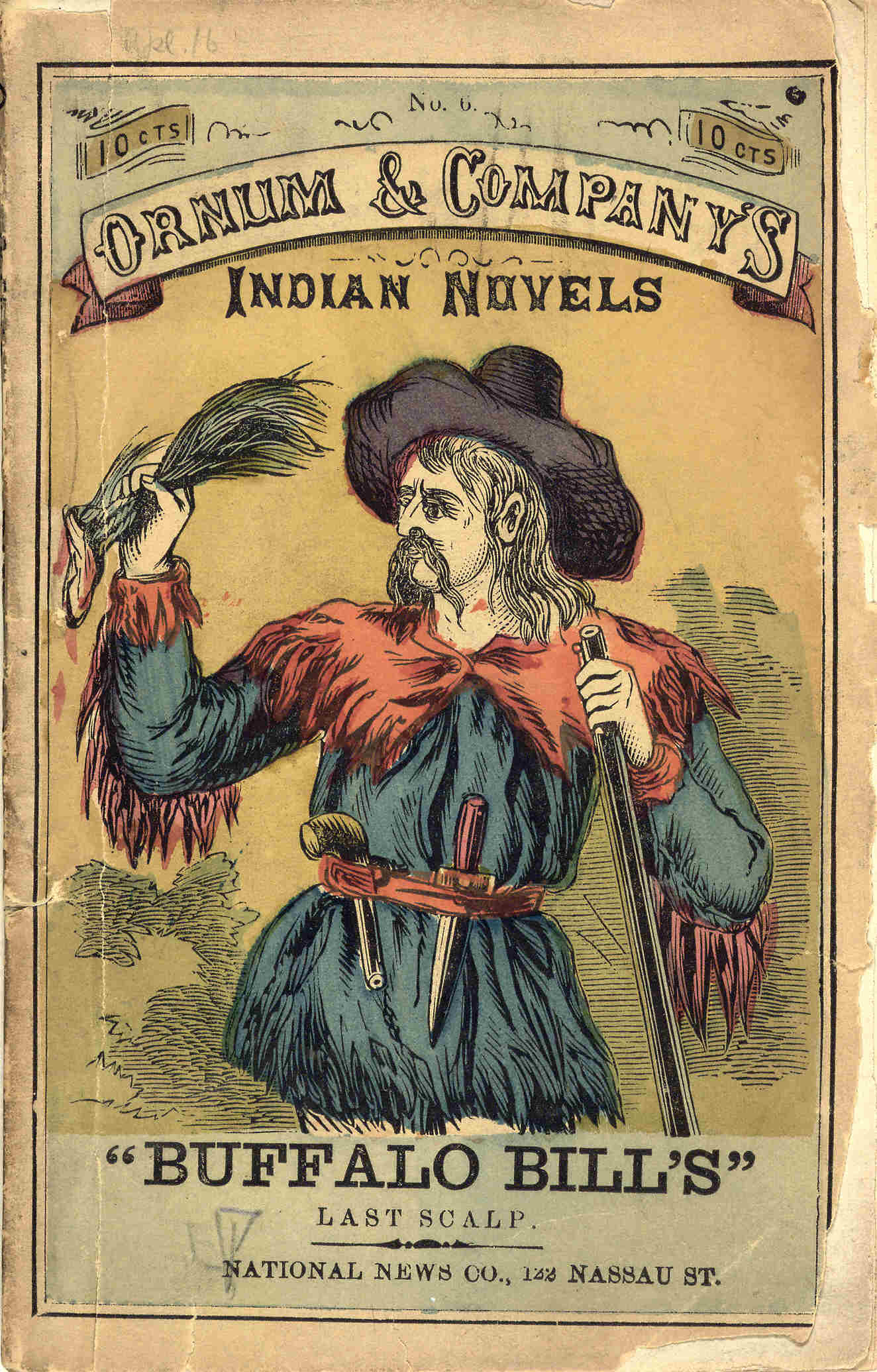
Romanzo dime novel del 1872

Buffalo Bill raggruppa nel suo personaggio e nel suo mito tutti gli eroi di frontiera menzionati in precedenza. Cercava di incarnare il West e l'eroe di frontiera in un'epoca che pensava dovesse essere ricordata e apprezzata. Egli ha contribuito a creare l'immagine dell'eroe di frontiera ideale e lo ha fatto attraverso giornali, romanzi dime novel e grazie ai suoi spettacoli teatrali che alla fine portarono alla creazione del Wild West Show. Buffalo Billa ha contribuito a definire la storia e l'identità americana.
Attraverso il suo Wild West Show, Buffalo Bill mostrò l'America che voleva che tutti vedessero e che sapeva che alla gente sarebbe piaciuta. Guerre indiane, rievocazioni di battaglie famose, come quella di Little Bighorn, dove giunse a cavallo dopo la morte di George Armstrong Custer con uno striscione che proclamava che era arrivato troppo tardi. Il selvaggio West "confondeva le distinzioni tra realtà e rappresentazione" e Buffalo Bill giocava sulla presunzione che il pubblico aveva sul West, sugli indiani e sugli scontri che avvenivano alla frontiera.